# Affaire Narcosobrinos
L’affaire des Narcosobrinos fait référence aux événements entourant deux neveux du président vénézuélien Nicolás Maduro et de son épouse Cilia Flores, qui ont été arrêtés pour trafic de stupéfiants. Les neveux, Efraín Antonio Campo Flores et Francisco Flores de Freitas, ont été arrêtés le 10 novembre 2015 par la Drug Enforcement Administration des États-Unis à Port-au-Prince, Haïti, après avoir tenté de transporter 800 kg de cocaïne vers les États-Unis,. Un an plus tard, le 18 novembre 2016, les deux neveux ont été reconnus coupables, l’argent étant prétendument destiné à « aider leur famille à rester au pouvoir ». Le 14 décembre 2017, ils ont été condamnés à 18 ans de prison.
En octobre 2022, Campos et Flores ont été libérés et renvoyés au Venezuela dans le cadre d’un échange de prisonniers conclu avec les États-Unis, en échange de cinq directeurs vénézuélo-américains de la raffinerie CITGO (faisant partie des Citgo Six) emprisonnés au Venezuela.

## Étymologie
Le mot Narcosobrinos est formé de narco, qui signifie « trafiquant de drogue », suivi de sobrinos, qui signifie « neveux ». Sa traduction serait donc « neveux trafiquants de drogue ». Le terme est issu des médias, qui ont mis l’accent sur le lien de parenté des accusés avec le président Maduro,,,,,.

## Contexte

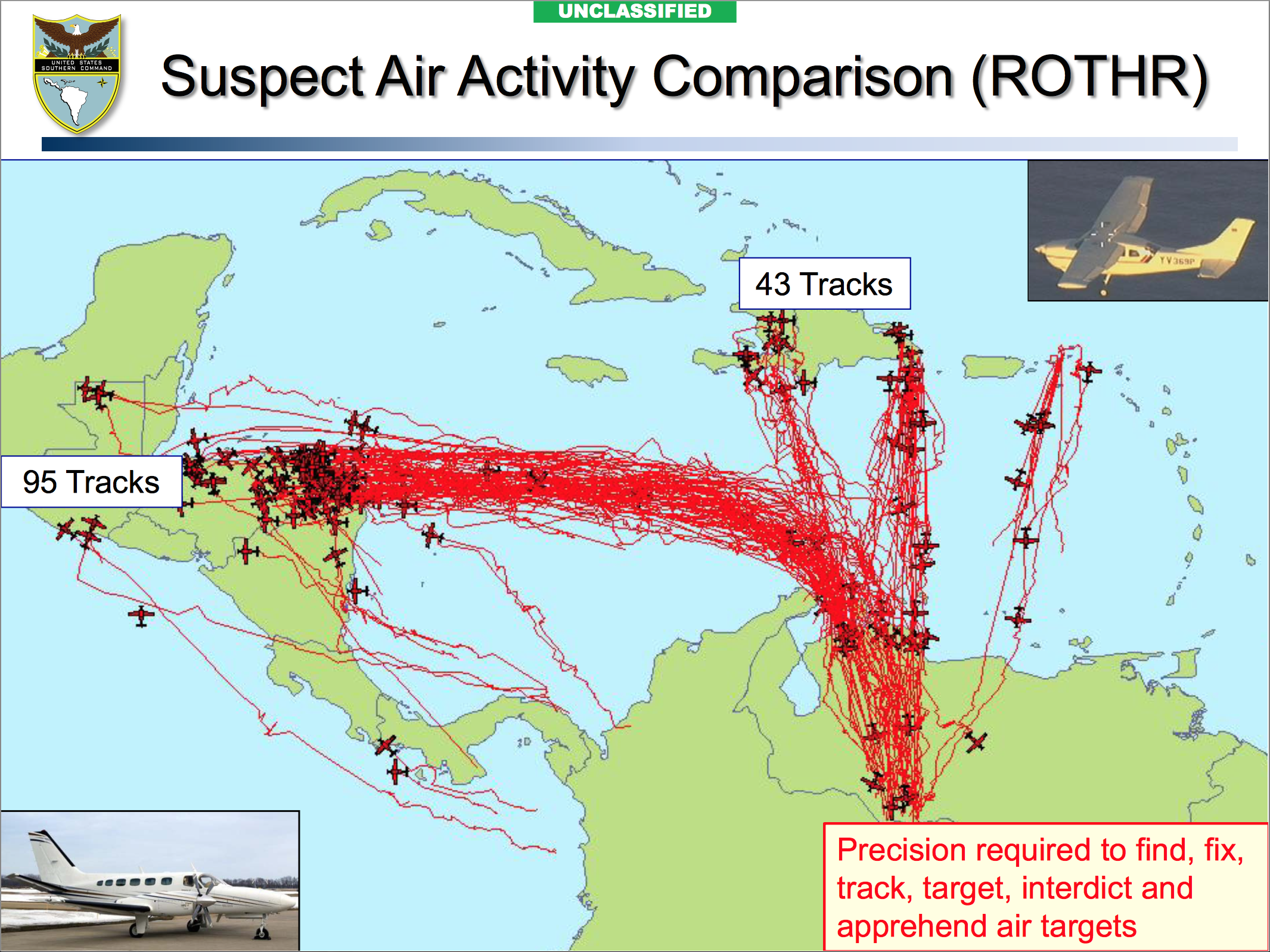
Activité aérienne suspecte liée au trafic de drogue, principalement depuis le Venezuela, suivie par le United States Southern Command montrant de multiples vols vers Haïti.

Selon Jackson Diehl, éditorialiste au The Washington Post, le gouvernement bolivarien du Venezuela abriterait « l’un des plus grands cartels de drogue du monde ». Des accusations ont aussi visé l’ancien président Hugo Chávez. En mai 2015, le Wall Street Journal a rapporté que le trafic de drogue au Venezuela s’était fortement intensifié, les trafiquants colombiens s’étant déplacés vers le Venezuela sous la pression des autorités colombiennes. Un responsable du Département de la Justice des États-Unis a décrit les plus hauts échelons du gouvernement et de l’armée vénézuéliens comme « une organisation criminelle ». Les enquêteurs affirment que des déserteurs du gouvernement vénézuélien et d’anciens trafiquants ont fourni des informations, les preuves augmentant contre les responsables gouvernementaux. Des autorités antidrogue ont aussi accusé des fonctionnaires vénézuéliens de collaborer avec des cartels de drogue mexicains.
Lors d’une conférence internationale sur les drogues en 2015, le général John Kelly, commandant du United States Southern Command, a déclaré que, contrairement à d’autres pays d’Amérique latine, la coopération avec le Venezuela contre le trafic de drogue était faible et qu’« une grande quantité de cocaïne quitte le Venezuela vers le marché mondial ». Il a ajouté que presque tous les vols d’avions transportant de la cocaïne partaient du Venezuela, empruntant de plus en plus les îles des Caraïbes plutôt que l’Amérique centrale. L’affaire des Narcosobrinos a éclaté alors que plusieurs hauts responsables vénézuéliens étaient déjà visés par des enquêtes pour trafic de drogue, notamment Walter Jacobo Gavidia (fils de Cilia Flores et juge à Caracas), Diosdado Cabello, et Tareck El Aissami.

## Série d’événements

### Préparation et surveillance par la DEA
Campo Flores et Flores de Freitas étaient impliqués dans des activités illicites, notamment le trafic de drogue, et auraient potentiellement financé la campagne présidentielle de Maduro en 2013 et peut-être celle des Élections législatives vénézuéliennes de 2015,. Un informateur a déclaré qu’ils utilisaient souvent le terminal présidentiel de l’aéroport Simón Bolívar,.

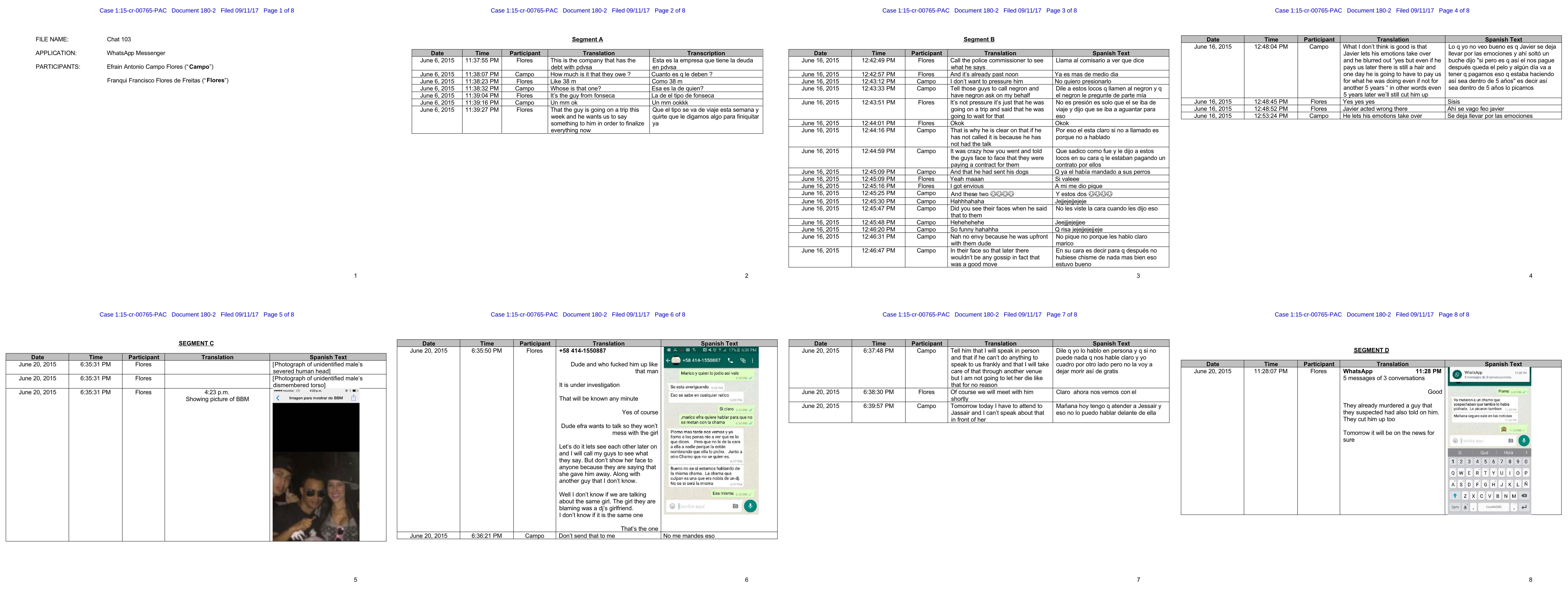
Huit pages de messages entre les neveux détaillant le meurtre et le démembrement d’un individu endetté
Source : United States District Court for the Southern District of New York

Les neveux ont rencontré à plusieurs reprises des informateurs de la DEA en Haïti, au Honduras et au Venezuela ; chaque réunion donnait lieu à des enregistrements audio et vidéo. Campo et Flores prévoyaient d’envoyer de la cocaïne fournie par les FARC aux États-Unis et cherchaient de l’aide pour leur plan. Le 3 octobre 2015, un informateur confidentiel (CW-1) et son employé « El Flaco » ont été contactés par « Hamudi », un contact vénézuélien, qui a présenté les neveux à l’informateur,.

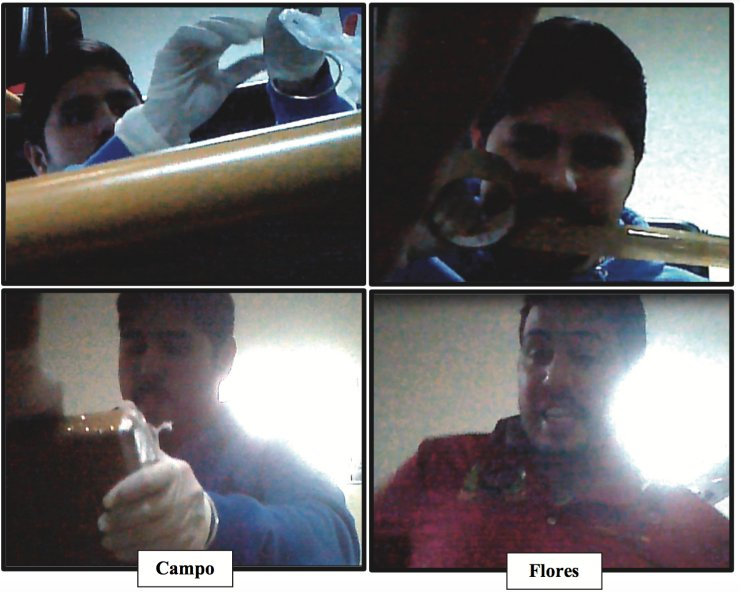
Campo et Flores montrant la pureté de la drogue dans une vidéo secrète lors d’une réunion le 27 octobre 2015 à Caracas, Venezuela avec des informateurs de la DEA.

Le lendemain, les deux neveux se sont rendus de Caracas à San Pedro Sula (Honduras), expliquant qu’ils utiliseraient leurs contacts pour faire transiter la drogue sur des vols réguliers depuis Caracas vers Roatán, sachant que leur lien avec le président faciliterait l’opération,.

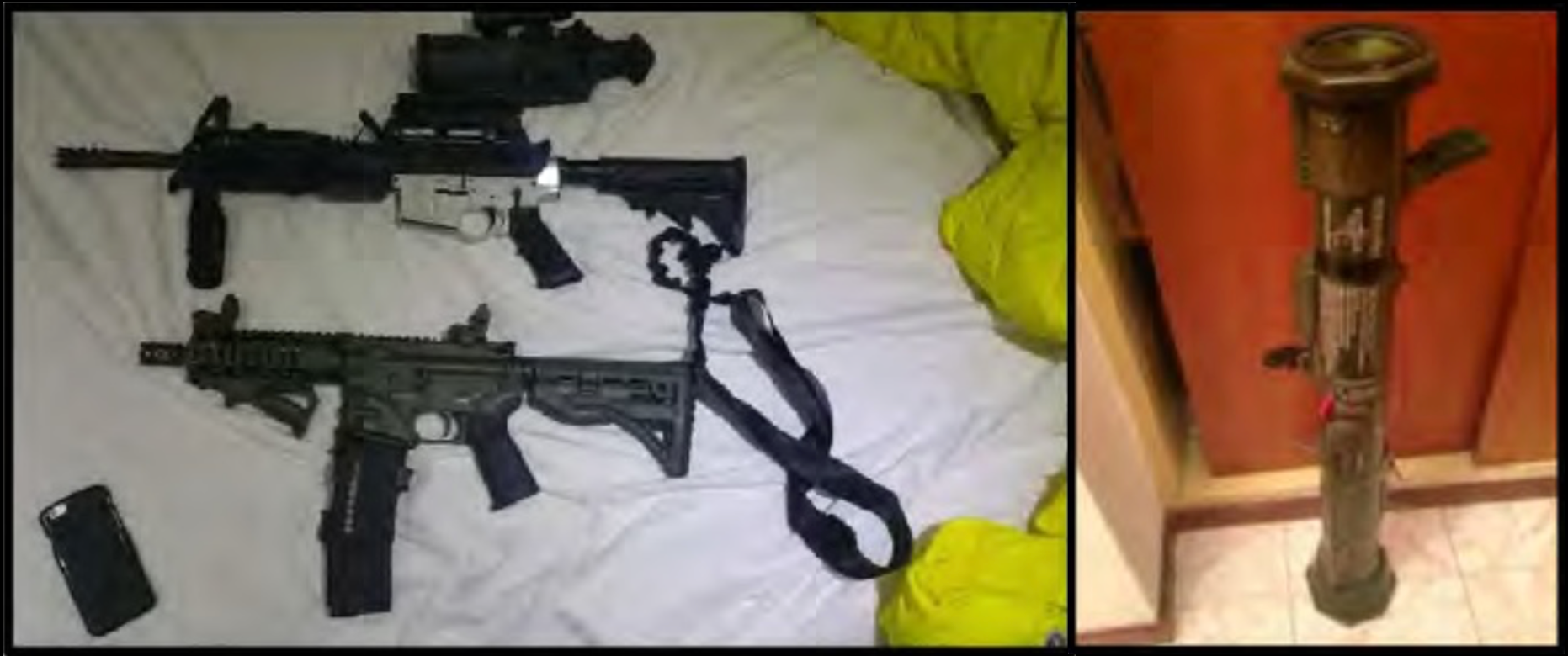
Photos du téléphone de Campo montrant deux armes à feu et un lance-roquettes AT4.

Fin octobre, deux informateurs (CS-1 et CS-2), se faisant passer pour des trafiquants mexicains, se sont rendus à Caracas pour rencontrer les neveux. Le 23 octobre, Campo a déclaré être « celui qui commande » et qu’ils étaient « en guerre contre les États-Unis, la Colombie et l’opposition ». Il a assuré que les cargaisons de cocaïne ne seraient pas suivies car l’avion « partirait comme si un membre de notre famille était à bord ». Le 26 octobre, Campo a expliqué que leur objectif était de récolter 20 millions de dollars et que CW-1 serait payé environ 900 000 dollars pour réceptionner la cocaïne au Honduras. Le 27 octobre, ils ont présenté un kilogramme de cocaïne pour en montrer la pureté (estimée à 95-97 %). Le 5 novembre, l’informateur CS-3 a rencontré le coaccusé Roberto de Jesús Soto García pour organiser la réception de la drogue à l’aéroport Juan Manuel Gálvez de Roatán, où tout aurait été « arrangé avec les personnes à l’intérieur de l’aéroport ».

### Arrestations

#### Campo Flores et Flores de Freites

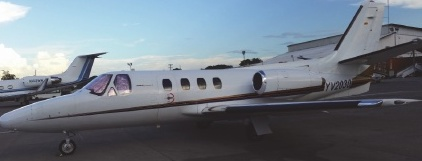
Un Cessna Citation 500 jet privé immatriculé YV2030 au Venezuela, ayant transporté Campos et Flores en Haïti le 10 novembre 2015.

Le 10 novembre 2015, Campo Flores et Flores de Freites ont été transportés à Port-au-Prince, Haïti par deux militaires vénézuéliens accompagnés de deux gardes d'honneur présidentiels, transportant plus de 800 kg de cocaïne à destination de New York,,,,. Le jet était un Cessna Citation 500 appartenant aux hommes d'affaires libano-vénézuéliens Majed et Khaled Khalil Majzoun, liés à d'anciens projets du gouvernement de Hugo Chávez et proches de l’homme politique vénézuélien Diosdado Cabello. CS-1 a rencontré les neveux dans un restaurant d’un hôtel près de l’Aéroport international Toussaint Louverture et devait leur verser 5 millions de dollars pour la cocaïne,. CS-1 est ensuite allé aux toilettes, et la Brigade de Lutte contre le Trafic de Stupéfiants (BLTS) haïtienne ainsi que des agents de la DEA ont fait irruption dans le restaurant après s’être identifiés, arrêtant les neveux,. Les membres de la BLTS portaient des tenues de combat et des gilets marqués « POLICE » pour être reconnus. Campos et Flores ont ensuite été remis à la DEA et se sont vus lire leurs Droits Miranda à bord de l’avion de la DEA, avant d’être transportés directement à l’Aéroport du comté de Westchester à White Plains (New York) pour y être jugés immédiatement,,,,.
Les deux ont été interrogés séparément à bord de l’avion de la DEA. Campo a déclaré à bord qu’il était le fils adoptif du président Maduro et qu’il avait grandi dans la maison de Maduro, élevé par Flores,. Une photo lui a été montrée, le représentant avec un paquet de cocaïne d’un kilo ; il a répondu « C’est moi », et à la question sur le contenu du paquet, il a dit : « Tu sais ce que c’est ». Les deux hommes possédaient des passeports diplomatiques vénézuéliens mais n’avaient pas l’immunité diplomatique selon Michael Vigil, ancien chef des opérations internationales de la DEA,. Une perquisition ultérieure dans le manoir "Casa de Campo" d’Efraín Antonio Campo Flores en République dominicaine, ainsi que sur son yacht, a permis de découvrir 130 kg de cocaïne et 10 kg d’héroïne, avec 80 kg trouvés dans la maison et le reste sur le yacht.
En raison du processus d'extradition, les tribunaux de New York n’ont pas pu arrêter ceux ayant aidé les neveux à se rendre en Haïti, bien qu’un pilote ait été arrêté par la suite. Des sources proches du dossier ont indiqué que d'autres mandats d'arrêt sous scellés étaient liés à l'affaire.

#### Roberto de Jesús Soto García
Le 28 octobre 2016, un Hondurien, Roberto de Jesús Soto García, a été arrêté au Honduras et extradé vers les États-Unis. Selon les autorités, Soto García était chargé du transport des cargaisons de drogue depuis l'Aéroport international Juan Manuel Gálvez. Il a fourni des informations sur le port et devait faire passer la drogue des neveux vers les États-Unis.

#### Pilote de l’appareil
En juin 2016, Yazenky Antonio Lamas Rondón, le pilote de l'avion ayant transporté la cocaïne et les deux neveux, a été arrêté à l'Aéroport international El Dorado de Bogotá après qu’un mandat d’arrêt a été lancé par la DEA et Interpol. Selon la DEA, Lamas Rondón a piloté plus de 100 vols en dix ans depuis le Venezuela, transportant diverses drogues à travers l’Amérique latine. Il serait également lié au Cartel de los Soles, un réseau de responsables vénézuéliens corrompus impliqués dans le trafic de drogue.

### Procès
Les neveux ont d’abord plaidé non coupable aux accusations de complot visant à introduire de la cocaïne aux États-Unis, encourant chacun la prison à perpétuité. Dans des documents déposés le 1er juillet 2016, les neveux ont affirmé ne pas avoir été informés de leurs droits lors de leur arrestation, tentant de faire annuler les déclarations faites aux agents de la DEA après leur arrestation. Cependant, le 22 juillet 2016, ces déclarations ont été versées au dossier par le bureau du procureur fédéral à Manhattan, où les deux hommes ont avoué avoir conspiré pour faire entrer de la cocaïne aux États-Unis, drogue qui devait être fournie par les guérilleros colombiens des FARC. Ils espéraient gagner 20 millions de dollars grâce à plusieurs cargaisons de drogue. Un informateur confidentiel se faisant passer pour un chef du cartel de Sinaloa a témoigné qu’Efraín Campo prévoyait de financer la campagne parlementaire de Cilia Flores.
Le 18 novembre 2016, le jury a rendu un verdict déclarant les deux neveux coupables de tentative de trafic de drogue vers les États-Unis.

#### Informateurs assassinés

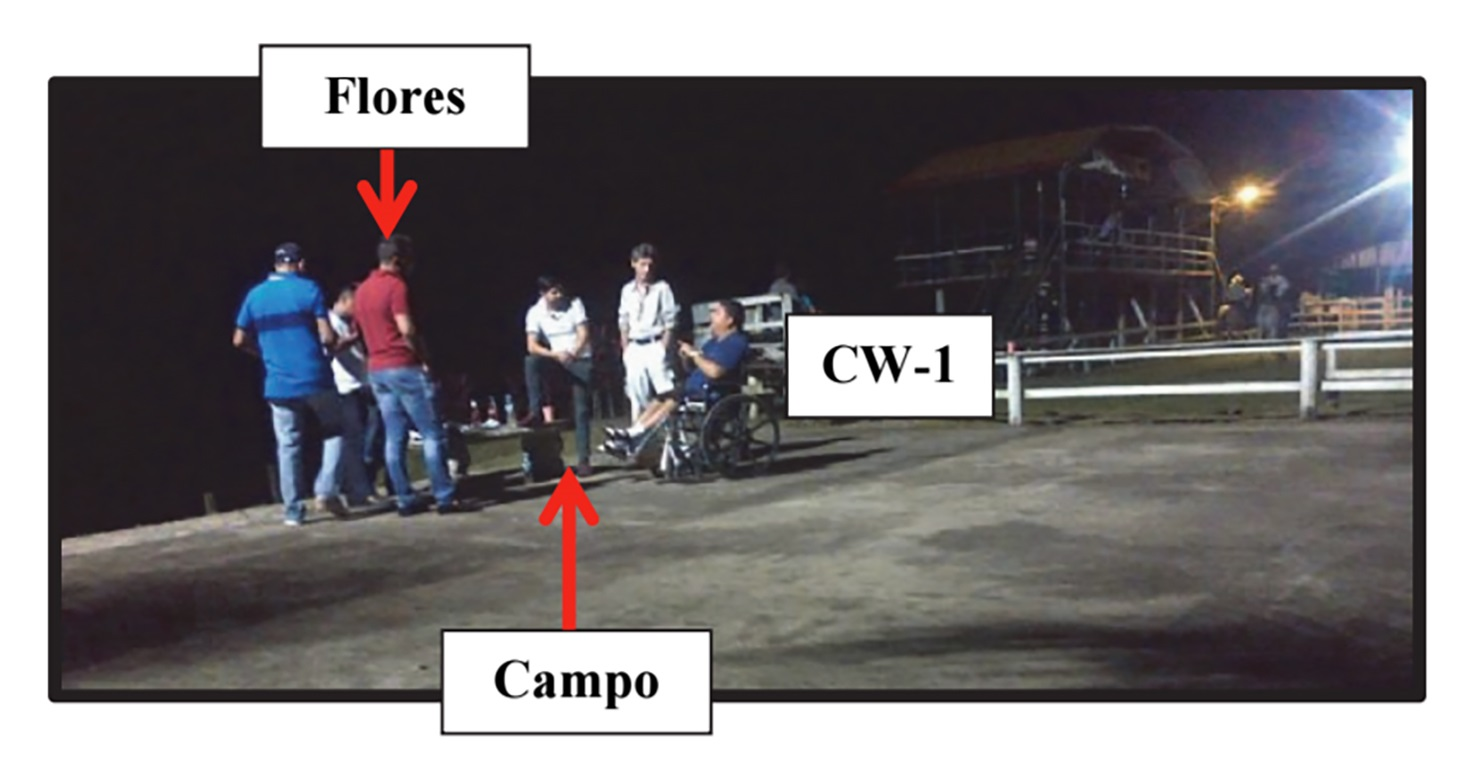
Campo et Flores rencontrant CW-1, confiné dans un fauteuil roulant.

Deux informateurs ayant observé les neveux ont été assassinés peu avant et après leur arrestation, soulevant des inquiétudes sur le fait que l'opération de trafic de drogue était plus vaste que suspecté. Deux semaines avant l’arrestation des neveux, le Vénézuélien connu sous le nom de « Hamudi », qui les avait présentés à CW-1, a été tué par des fournisseurs des FARC. Quelques semaines après les arrestations en décembre 2015, CW-1 a également été assassiné.
On pense que les neveux n’étaient pas les « cerveaux » de la tentative de trafic, mais qu’ils opéraient sous les ordres du Cartel de los Soles. L’assassinat des informateurs aurait pu servir à dissimuler l’implication possible de responsables vénézuéliens. Aux États-Unis, tuer un témoin est un crime fédéral passible de la réclusion à perpétuité ou de la peine de mort.

#### Échange de prisonniers
En octobre 2022, Campos et Flores ont été libérés et envoyés au Venezuela dans le cadre d’un accord conclu avec le gouvernement des États-Unis en échange de cinq directeurs vénézuélo-américains de la raffinerie de pétrole CITGO (faisant partie des Citgo Six), détenus au Venezuela, accusés d’avoir signé un accord jugé « défavorable » pour la filiale vénézuélienne.

## Couverture médiatique
Les médias internationaux se sont concentrés sur les événements entourant les neveux et leur procès, tandis que les médias vénézuéliens étaient largement censurés et n’ont pas révélé que les deux étaient liés au président Maduro et à son épouse. Des organisations médiatiques vénézuéliennes comme Globovisión et Últimas Noticias ont seulement mentionné que « deux Vénézuéliens » étaient accusés de trafic de drogue, sans mentionner leur lien avec la famille présidentielle, ce qui a suscité des accusations d’autocensure,. Les réseaux sociaux, très populaires au Venezuela, ont été utilisés par des journalistes pour contourner la censure et fournir des mises à jour sur la situation entourant les neveux du président.

## Réactions

### Universitaires et spécialistes
Selon l’expert en trafic de drogue Bruce Bagley de l’Université de Miami, « Les neveux ne sont que la partie visible de l’iceberg… La corruption est omniprésente dans les cercles du pouvoir au Venezuela. Cette affaire laisse penser que le trafic de drogue est une pratique courante et quotidienne pour quelqu’un ayant des contacts dans le palais présidentiel », ajoutant que « Avec leurs relations, ils pensaient pouvoir passer entre les mailles du filet… Ils ont fait une erreur car quand la DEA a entendu leurs noms, elle les a pris pour cible. »

### Gouvernement vénézuélien
Après que les neveux de Maduro ont été appréhendés par la DEA pour distribution illégale de cocaïne le 10 novembre 2015, Maduro a publié une déclaration sur Twitter dénonçant des « attaques et embuscades impérialistes », perçues par de nombreux médias comme visant les États-Unis,. L’épouse du président Maduro, Cilia Flores, a accusé les États-Unis d’avoir enlevé ses neveux et affirmé avoir des preuves que ceux-ci avaient été kidnappés par la DEA. Diosdado Cabello, haut responsable du gouvernement de Maduro, lui-même accusé de trafic de drogue, a également qualifié les arrestations de « kidnapping » par les États-Unis.
Roberto de Jesús Soto Garcia, un Hondurien ayant aidé les trafiquants, a été lié au vice-président vénézuélien Tareck El Aissami.
Après l’arrestation des neveux, la correspondante de l’Associated Press, Hannah Dreier, a été détenue par des agents du SEBIN. Elle a été interrogée et menacée d’être décapitée comme ISIL l’avait fait avec James Foley, les agents déclarant qu’ils la libéreraient en échange d’un baiser. Ils ont ensuite déclaré vouloir échanger Dreier contre les neveux du président Maduro.